# Matthieu Lartot
Matthieu Lartot, né le 18 octobre 1979 à Mantes-la-Jolie (Yvelines), est un journaliste sportif français. Il travaille au service des sports de France Télévisions. Il est notamment le commentateur des matches de l'équipe de France de rugby à XV, en duo avec Fabien Galthié de 2009 à 2019 puis avec Dimitri Yachvili depuis 2019. Il présente également Stade 2 sur France 3.

## Biographie

### Jeunesse
Durant sa jeunesse, de 5 à 17 ans, Matthieu Lartot joue au rugby à XV. À 16 ans, alors qu’il évolue à l'AS Mantes en tant que demi de mêlée de la sélection d’Île-de-France, il est victime d’une blessure. À cette occasion, on lui découvre une tumeur au genou, un très rare synovialosarcome. Le jeune homme passe deux ans et demi à l'hôpital et doit abandonner sa passion. Il décide alors de la vivre au travers du journalisme.

### Formation
Matthieu Lartot a suivi la formation de l’Institut supérieur de la communication, de la presse et de l'audiovisuel (ISCPA) de Paris. Pendant cette première année, en 2000, il fait un stage de deux mois à la rédaction du service des sports de France Télévision. Christian Prudhomme, alors rédacteur en chef du service, lui propose de participer à la couverture des Jeux olympiques de Sydney  en 2000. La chaîne lui propose ensuite un contrat en alternance avec le cursus du CFJ entre 2001 et 2003. Durant ce contrat, il couvre de nombreuses disciplines sportives avant de se spécialiser dans le rugby.

### Carrière de journaliste
À seulement 23 ans, en 2003, il commente son premier match de rugby, Angleterre - Italie lors du Tournoi des Six Nations avec le consultant Serge Simon,,. Après l’obtention de son diplôme, il est recruté à France Télévisions en 2004. 
Depuis 2009, il est le commentateur numéro un pour le Tournoi des Six Nations, les tests-matchs de l'équipe de France et la finale du Top 14 avec Fabien Galthié. Lors de la finale 2011, il commente aux côtés de Raphaël Ibañez car Fabien Galthié participe à la finale en tant qu'entraîneur du Montpellier HR. Il commente la Coupe du monde 2011 en Nouvelle-Zélande avec Raphaël Ibañez. En 2019, Fabien Galthié et Raphaël Ibañez quittent France Télévisions pour diriger l'équipe de France. Il forme alors un nouveau duo avec Dimitri Yachvili.
Il présente la page rugby dans l'émission du dimanche Stade 2 composée de reportages, interviews et directs d'après-matchs. Il apporte également au programme des analyses critiques et des documents confectionnés avec son collègue Philippe Lafon. De 2014 à 2017, il présente Stade 2, la prolongation, une émission diffusée en direct sur le site francetvsport.fr, dans laquelle les journalistes et consultants de Francetv Sport débattent avec les invités de la question internet posée dans Stade 2 tandis que les internautes et le public peuvent poser des questions ou faire des remarques. À partir de janvier 2017, l'émission Stade 2, la prolongation est diffusée sur France Info.
En 2014, il commente la coupe du monde féminine de rugby à XV en France avec Estelle Sartini et Marie-Alice Yahé sur France 4.
En août 2016, il fait partie du dispositif de France Télévisions pour les Jeux olympiques de Rio. Il présente chaque jour avec Clémentine Sarlat, l'émission Bom Dia Rio de 12 h à 13 h, et les épreuves olympiques de 13 h à 18 h sur France 3 et France 2 lors du direct.
Durant le tournoi de Roland Garros, il est  le commentateur des courts annexes pendant la première semaine jusqu'en 2016. À partir de 2017, il intègre l'équipe des commentateurs sur les chaînes du groupe France Télévisions. Il succède alors à François Brabant, parti sur la nouvelle chaîne France Info.
En 2017, il commente la coupe du monde féminine de rugby à XV en Irlande avec Sandrine Agricole sur France 4.
À partir de septembre 2017, il présente aux côtés de Clémentine Sarlat le magazine sportif Stade 2 sur France 2. Il présente aussi une nouvelle version de Stade 2 programmée le samedi à 20h45 sur France 2. En huit minutes, il y évoque l’image sportive du jour et propose une présentation de l’émission du dimanche. En avril 2018, Clémentine Sarlat arrête la co-présentation de Stade 2 pour présenter Tout le sport sur France 3 durant le week-end.
Du 4 au 12 août 2018, il anime les matinées et les après-midis des championnats sportifs européens diffusés sur France 2, France 3 et France Ô.
À partir de la rentrée 2019, il anime toujours Stade 2, transférée sur la chaîne France 3, ainsi que Tout le sport le vendredi et samedi,. Il arrête la présentation de Tout le sport en 2021.
Durant les Jeux olympiques 2020 à Tokyo, il anime quelques demi-journées de retransmission des épreuves olympiques, présente des éditions spéciales de Stade 2 et Tout le sport le week-end et commente des matchs de tennis avec Justine Henin.
En septembre 2023, à l'occasion de la Coupe du monde de rugby 2023 qui a lieu en France, il fait partie du dispositif sportif mis en place par France Télévisions pour l'évènement et commente une partie des matchs diffusés par la chaine, en binôme avec Dimitri Yachvili et Hélène Macurdy en bord de terrain.
Durant les Jeux olympiques d'été de 2024 organisés à Paris, il présente les épreuves olympiques diffusées en journée ou en soirée sur France 2 et France 3 depuis la terrasse de France Télévisions installée le toit du Musée de l'Homme au Trocadéro ou depuis le « Club France » à la grande halle de la Villette.
Durant les Jeux paralympiques d'été de 2024, il commente la cérémonie d'ouverture sur la place de la Concorde et la cérémonie de clôture au Stade de France avec Alexandre Boyon et Daphné Bürki. Il présente également les épreuves paralympiques diffusées en journée ou en soirée sur France 2 depuis le plateau de France Télévisions installé sur la place Charles-de-Gaulle face à l'Arc de triomphe de l'Étoile.

### Santé
Le 18 avril 2023, il annonce la récidive de son cancer du genou et décide de se mettre en retrait de la télévision pour combattre la maladie. Le 23 avril, il annonce qu'il va subir une amputation à cause de nombreuses cellules cancéreuses présentes dans la jambe droite. Après sa rééducation, il peut revenir à l'antenne dans Stade 2, dont une partie lui est consacrée, le 3 septembre.

## Livres
- Retour intérieur, autobiographie de Fabien Galthié coécrite par Matthieu Lartot et Fabien Galthié ; Solar Éditions, avril 2014
- Plus de 100 questions sur les règles du rugby, coécrit avec Romain Poite, préface de Serge Blanco ; MA éditions, septembre 2015
- On n'ampute pas le cœur (Mon combat pour la vie) de Matthieu Lartot ; Robert Laffont, avril 2024.